# Надя Роуз
Надя Роуз (Nadia Rose) — британська реп-співачка та авторка пісень з Кройдона, Лондон.

## Біографія
Надя Роуз народилася 11 червня 1993 року в Кройдоні, Лондон. Вона вивчала музику та музичний менеджмент в університеті.
Після успішних синглів «Station», «BOOM» і «D.F.W.T», 13 січня 2017 року Роуз випустила свій дебютний мініальбом Highly Flammable.
Роуз підписала контракт з лейблом Relentless Records, який є частиною Sony Music Group.
У січні 2017 року радіо BBC Radio 1 оголосило переможців «Sound of… 2017», Надя Роуз посіла п'яте місце.
У 2018 році вона випустила сингл WUT2 і з'явилася на подіумі Стелли Маккартні в Мілані.
У 2020 році Роуз розповіла, що не змогла випустити нову музику завдяки своєму лейблу.
Роуз співпрацювала з Melanie C над треком «Fearless» для однойменного альбому, Melanie C. Світова прем'єра кліпу відбулася 16 вересня 2020 року. Про співпрацю Роуз сказала: «Не секрет, що я суперфанат Spice Girls, тому весь цей досвід був дуже сюрреалістичним».

## Особисте життя
Роуз є двоюрідною сестрою англійського репера Stormzy.
У 2019 році Роуз взяла участь у кампанії Operation Black Vote, щоб заохотити людей з етнічних меншин зареєструватися для участі у загальних виборах у Великій Британії, 2019 року.
Роуз також брала участь у кампанії Grime4Corbyn, 2019 року, на підтримку Лейбористської партії та її лідера Джеремі Корбіна.
Роуз написала статтю для Metro, заохочуючи людей голосувати за лейбористів на виборах.

## Дискографія

### Мініальбоми
| Назва            | Інформація про мініальбом                                                                                       |
| ---------------- | --- |
| Highly Flammable | - Реліз: 13 січня 2017 - Лейбл: Ministry of Sound, Sony Music, Relentless - Формат: CD, vinyl, digital download |
| First Class      | - Реліз: 7 серпня 2020 - Лейбл: Qwerky Entertainment - Формат: digital download, streaming                      |

### Сингли
| Рік  | Назва                                                   | Альбом            |
| ---- | ------------------------------------------------------- | ----------------- |
| 2016 | «Skwod»                                                 | Highly Flammable  |
| 2017 | «Tight Up» (featuring Red Rat)                          | Highly Flammable  |
| 2017 | «Puddycat»                                              | Highly Flammable  |
| 2017 | «Breathe Slow» (featuring Junglepussy)                  | Сингл без альбому |
| 2017 | «Wat Up» (with 67)                                      | Сингл без альбому |
| 2017 | «Big Woman»                                             | Сингл без альбому |
| 2018 | «WUT2»                                                  | Сингл без альбому |
| 2018 | «On Top»                                                | Сингл без альбому |
| 2018 | «Make It Happen»                                        | Сингл без альбому |
| 2019 | «Airplane Mode»                                         | Сингл без альбому |
| 2020 | «Sugar Zaddy»                                           | First Class       |
| 2020 | «Too Bad»                                               | First Class       |
| 2020 | «Bad N Boujee»                                          | First Class       |
| 2020 | «Higher» (featuring Leon Jean Marie)                    | First Class       |
| 2020 | «Fearless» (with Melanie C)                             | Melanie C         |
| 2021 | «Bad Habits» (with TiZ EAST and Moelogo)                | Сингл без альбому |
| 2021 | «Look At Her (L.A.H)» (with Nqobilé and Dancegod Lloyd) | Сингл без альбому |
| 2021 | «WOAH»                                                  | Сингл без альбому |
| 2021 | «Light» (with JY MNTL and La Swave)                     | Сингл без альбому |
| 2022 | «Lyrical Assassin»                                      | Сингл без альбому |
| 2022 | «Recipe»                                                | Сингл без альбому |
| 2022 | «Rooftop»                                               | Сингл без альбому |